# Dao (sabre)

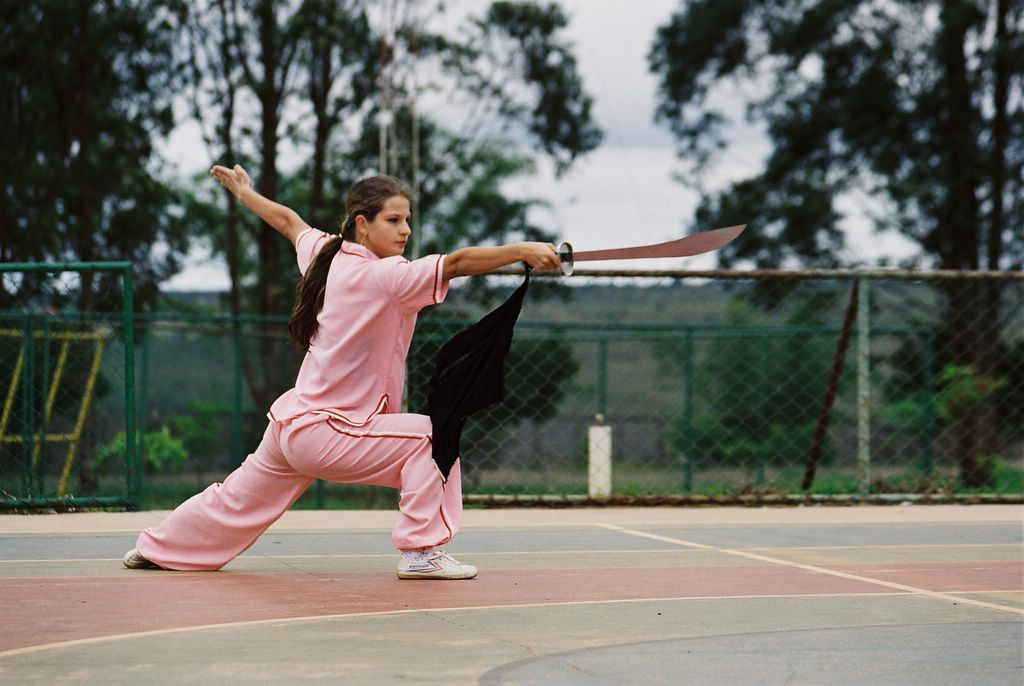
Uso do sabre em apresentação de wushu.

Dao (em língua chinesa: 刀; pinyin: dão) é uma categoria de espadas chinesas com lâmina de fio de corte único. Por vezes é chamado de "facão chinês".
Caracteriza-se como uma categoria: há diversos tipos de espadas que recebem este nome.

## Uso

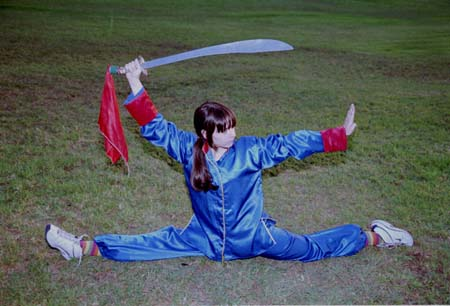

Na China, o dao é uma das quatro armas principais, junto com a lança, o bastão gun e a espada, conhecido como “a coragem de todos os soldados”.
Muito popular dentre as armas militares, foi usado em grande escala no exército da China imperial, sendo usada com frequência nas guerras chinesas.
Atualmente é mais utilizado por praticantes dos diversos estilos de Kung Fu.
Há sequências de treinamento com Dao em diversas artes marciais chinesas, por exemplo, diferentes formas de Taiji Dao são praticadas associadas às principais linhagens de Tai Chi Chuan.
Esta arma também pode ser manejada em pares.

## Características

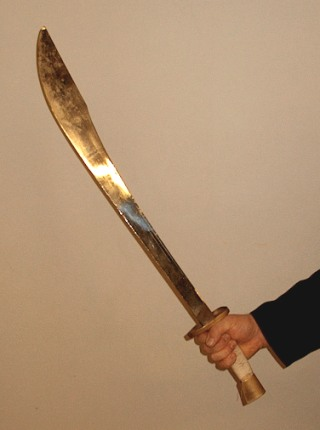
Dao moderno utilizado nas artes marciais chinesas

O sabre chinês moderno apresenta uma lâmina que chega a medir de 65 á 85 cm de comprimento.
Uma forma de medir o tamanho ideal do sabre em relação ao físico do praticante é segurá-lo com a empunhadura na palma da mão e a lâmina apontada para cima. A ponta da lâmina deve passar da altura do ombro.
As armas tradicionais fabricadas com aço ou outras ligas rígidas pesam entre 1.5 a 2 quilos, mas há peças de aço que chegam a pesar até 5 quilos.
O preço de um Dao pode variar de 30 reais, valor de um sabre de madeira para treino de artes marciais, até mais de 3.000 reais, valor de sabres antigos usados em guerras há centenas de anos.

### A lâmina
A lâmina de fio e dorso é levemente curva desde o cabo até sua terça parte. Nesse ponto, a seção mais larga da lâmina, a curvatura é mais sinuosa. O terço final do dorso é um arco côncavo em ascendente, unindo-se ao fio projetado em curva para cima.

### A guarda
A guarda, ovalada e metálica, separa a lâmina da empunhadura, protegendo o praticante de cortes acidentais e defendendo suas mãos de investidas dos inimigos.

### A empunhadura
A empunhadura ou cabo é de madeira e apresenta um leve arco descendente. Seu pomo de metal é usado para desferir estocadas nos adversários.

### Os panos
Esta arma costuma trazer amarrado ao cabo um lenço, em geral de duas cores, que serve para desviar a atenção do oponente: ao se prender no rápido movimento das cores, o inimigo não percebe a aproximação de um golpe fatal.
Além dessa função, ao derrotar o adversário, o detentor da arma utilizava-se desses panos para limpá-la do sangue.

## Tipos de Dao

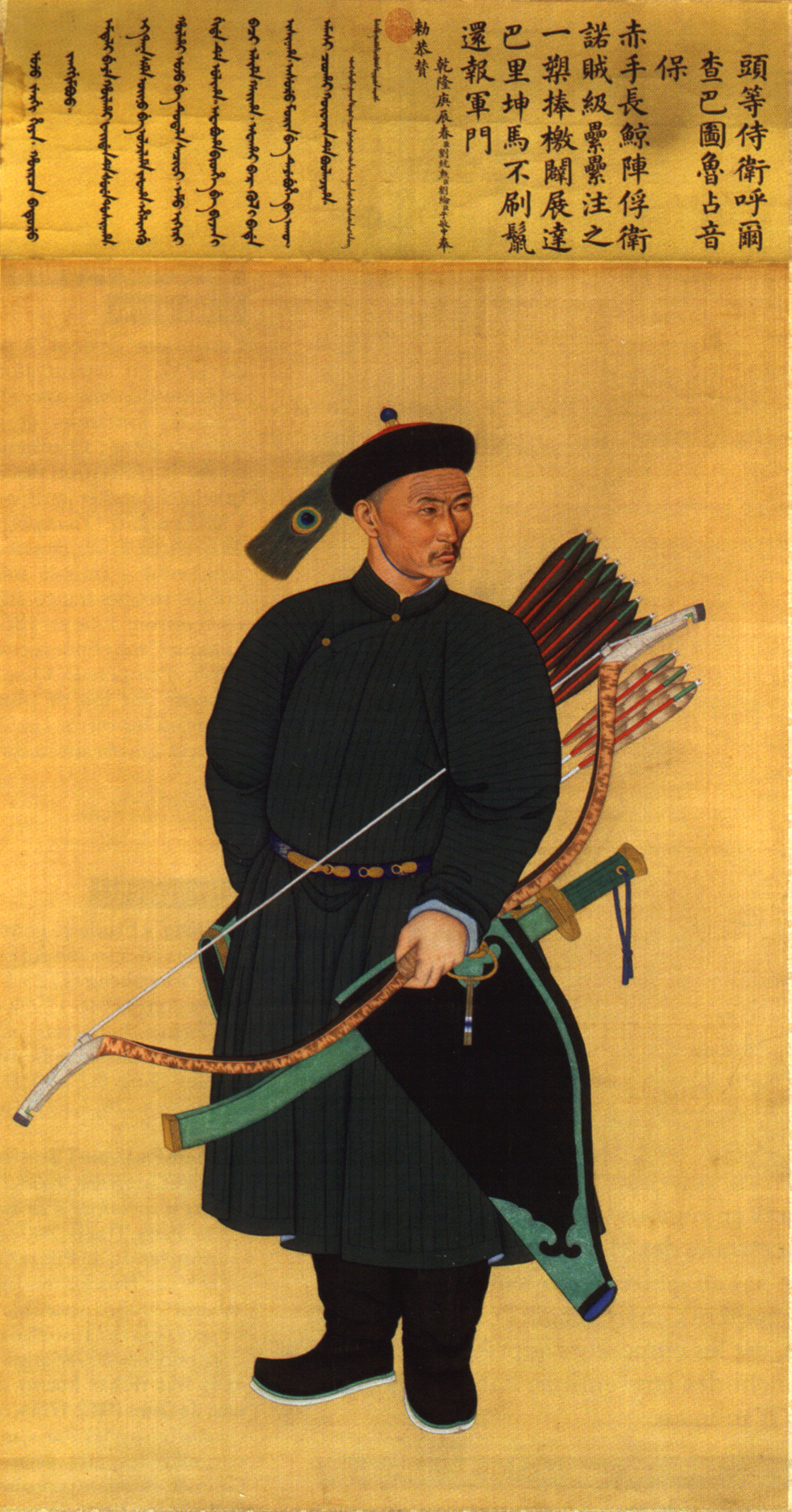
Guarda Manchu (1760) armado com seu dao

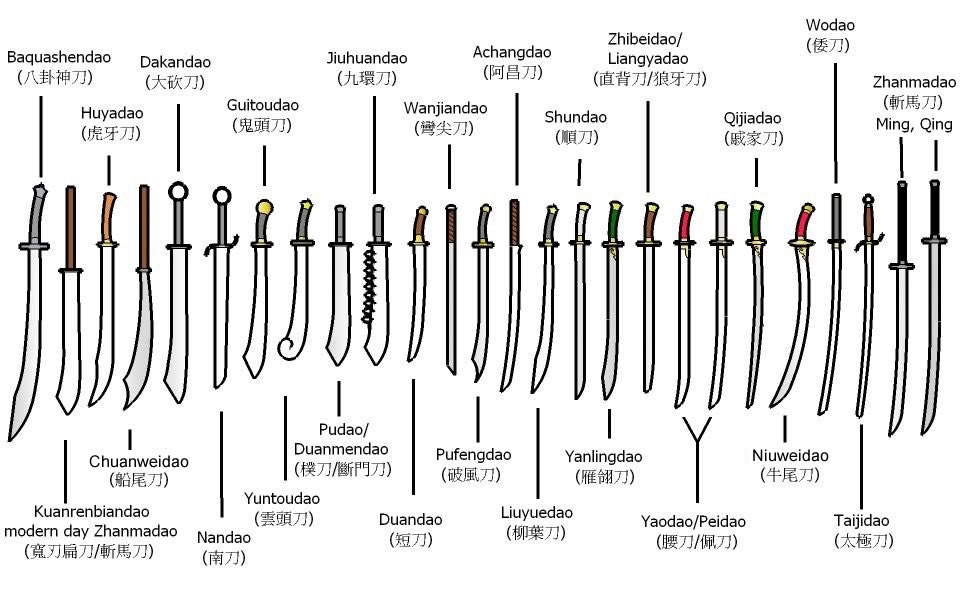
Tipos de Dao

Diversos tipos de Dao foram criados ao longo dos séculos.
Há cerca de 18 tipos de sabres denominados Dao.
Alguns são modificações dos modelos chineses originais inspiradas em armas similares de outras culturas.
- O pu dao, tem forma similar às famosas katanas japonesas.
- O liu ye dao e o yan ling dao lembram os alfanjes ou bracamantes europeus.

Outras variantes tem origem nos Balcãs ou na Turquia, graças ao comércio ou a migrações.
Alguns exemplos:
- Liu ye dao (柳葉刀) (pinyin: liǔyè dāo), Sabre folha de trigo

- Yao dao, Sabre de talhe (Dinastia Ming)

- Zhan ma dao, ou pu dao, Sabre de lâmina simples, ou sabre corta cavalos

- Yan ling dao, Sabre pena de ganso (Dinastia Song)